# Convento de Carmelitas Descalzos (Burgos)
El convento de Carmelitas Descalzos de Burgos es un cenobio de frailes Carmelitas Descalzos de la capital burgalesa, en Castilla y León, España. Se trata de una construcción que sustituyó al primitivo convento carmelitano, del que no queda ningún resto. Se ubica entre el río Arlanzón y el Bulevar, en la intersección del paseo del Empecinado con la calle del Carmen. Cuenta con una iglesia moderna anexa.

## Historia
El primitivo conjunto conventual fue levantado a principios del siglo XVII a instancias de la familia de Catalina de Tolosa, una piadosa dama vizcaína residente en Burgos y amiga de santa Teresa de Jesús, a la que había ayudado en la fundación en 1582, meses antes de morir la reformadora carmelitana, del femenino convento de San José y Santa Ana, en la misma ciudad. La fundación de un convento para monjes del Carmen Descalzo en las cercanías de Burgos había sido una de las disposiciones testamentarias de la madre Catalina de Jesús en 1596. Tras obtener el permiso del concejo municipal, las obras del cenobio teresiano se desarrollaron hasta 1611, fecha en que lo estrenó una reducida comunidad de frailes que estaba instalada en Burgos desde 1606. Participó en el proyecto arquitectónico Pedro de las Suertes, activo en diversas obras de la villa ducal de Lerma. Principal costeadora de la obra fue Teresa de Melgosa, que tuvo en la iglesia su enterramiento con su esposo Pedro Fernández Cerezo de Torquemada.
En el siglo XVIII el convento y la iglesia, cuyas fábricas respondían a un estilo conventual protobarroco de acuerdo con la tipología carmelitana, fueron agrandados. Se incorporó así una artística portada barroca clasicista con doble espadaña. Cuando la invasión francesa de 1808 el convento sufrió graves destrucciones y expolio. Recuperado y rehabilitado por los monjes en 1813, su destino quedó sellado con la desamortización de 1835, que supuso su exclaustración, la partición de la hacienda y su venta a diferentes postores. El Arzobispado de Burgos se quedó con parte de la iglesia y de las dependencias conventuales, que fueron destinados a usos diocesanos.
La vida conventual fue restablecida en 1877 bajo la autoridad del prior general José María de la Soledad Zárrabe, quien entre otras restauraciones recompró la antigua huerta. En 1879, el Carmen burgalés fue destinado a Colegio Mayor de Filosofía y Teología de la Orden, función que sigue desempeñando en la actualidad.
Para el mejor cumplimiento de sus cometidos lectivos y religiosos, a finales del siglo XIX se dotó al convento de un segundo piso para celdas de colegiales. En 1963, siendo el prior general Anastasio del Santo Rosario, se acometió otra transformación, esta vez para dotar de residencia independiente a los hermanos que debían de aplicarse a los oficios y servicios del Colegio Mayor
El convento contiene la Biblioteca Provincial y el Archivo Silveriano, que atesora cientos de manuscritos, legajos e incunables carmelitanos de los siglos XVI y XVII.

## La iglesia moderna

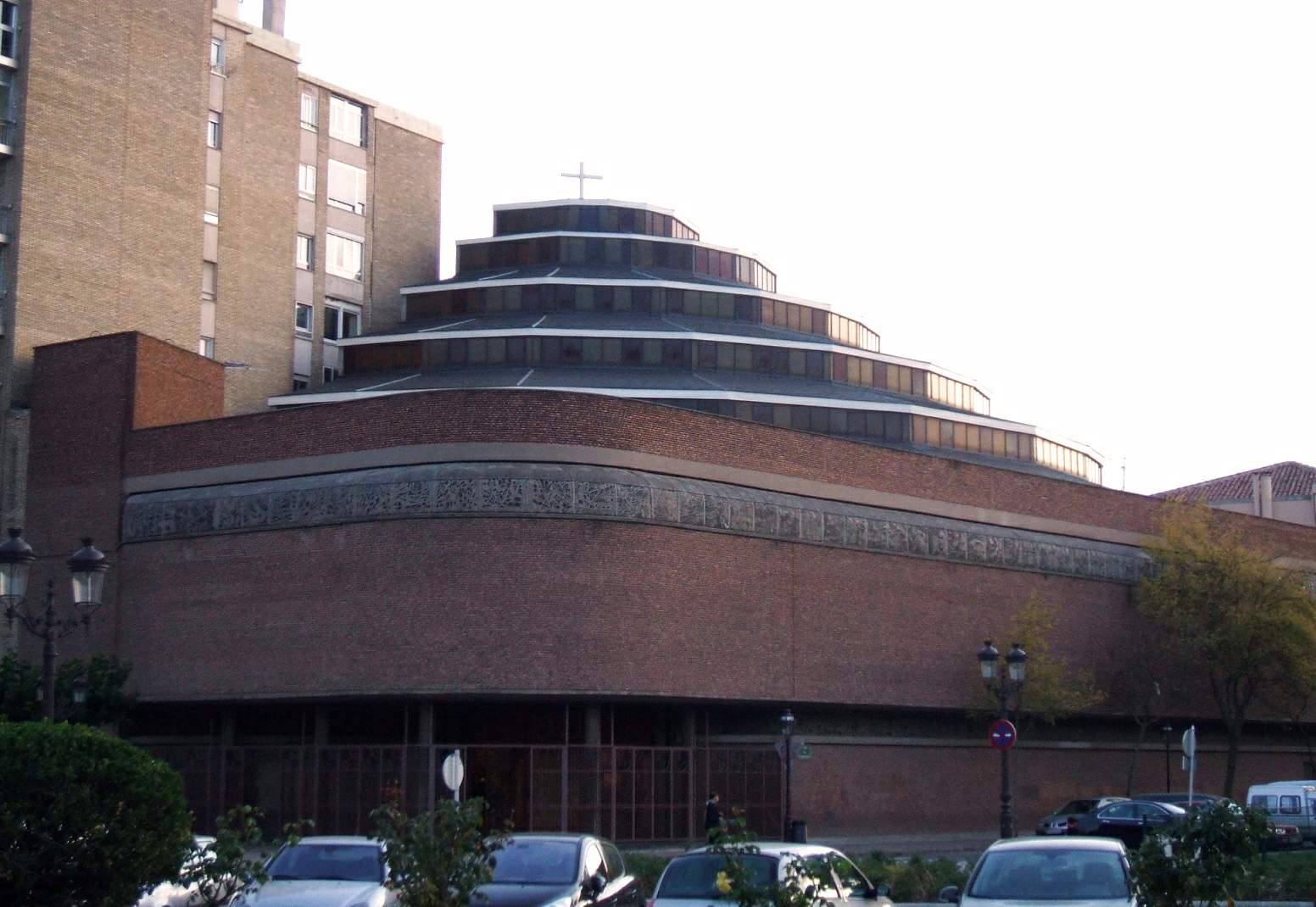
Iglesia del Carmen, anexa al convento en el Paseo de El Empecinado de Burgos

En 1968 se inauguró la nueva iglesia, construida con hormigón, ladrillo y pizarra por los arquitectos Felipe Abajo y Pedro Gutiérrez en un estilo contemporáneo funcional. Exteriormente llama la atención su silueta piramidal escalonada e interiormente, la esbeltez y la claridad de volumen.